# Kolitzheim
Kolitzheim è un comune tedesco di 5 495 abitanti, situato nel land della Baviera.

## Geografia antropica

### Frazioni
- Stammheim am Main